# Palooka
Palooka è un film del 1934 diretto da Benjamin Stoloff tratto dal fumetto di Ham Fisher.